# Borut (Neum, BiH)
Borut je naseljeno mjesto u općini Neum, Federacija BiH, BiH.

## Povijest
Nekad je kroz zaselak Kolojanj prolazila cesta koju je izgradila Austro-Ugarska, a bila je glavna poveznica između Metkovića i Čapljine prema Neumu i Dubrovniku.

## Stanovništvo

### 1991.
Nacionalni sastav stanovništva 1991. godine, bio je sljedeći:
ukupno: 70
- Hrvati - 62
- Muslimani - 7
- Srbi - 1

### 2013.
Nacionalni sastav stanovništva 2013. godine, bio je sljedeći:
ukupno: 21
- Hrvati - 21

## Poznate osobe
- pater Nikola Maslać, hrv. katolički svećenik, povjesničar, patrolog

## Vanjske poveznice
- Satelitska snimka[neaktivna poveznica]